# فور-دو-فرانس
فور-دو-فرانس (به فرانسوی: Fort-de-France) شهری در شهرستان مارتینیک در ناحیه مارتینیک که با جمعیت ۹۰٬۳۴۷ نفر در کشور فرانسه واقع شده‌است.
امه سزر شاعر سیاه‌پوست فرانسوی‌زبان و فعال سیاسی و از روشنفکران برجسته ضد استعمار فرانسه از سال ۱۹۴۵ شهردار این شهر بود و سپس به مدت چهل سال نمایندگی استان مارتینیک در پارلمان فرانسه را به عهده داشت.